# Родионов, Александр Михайлович (писатель)
Александр Михайлович Родионов (6 мая 1945, Ивановка, Егорьевский район, Алтайский край, РСФСР, СССР — 16 августа 2013, Барнаул, Алтайский край, Россия) — русский писатель, поэт и прозаик, автор ряда поэтических сборников, книг публицистики, исторического романа «Князь-раб». Лауреат множества литературных премий.

## Биография
Александр Михайлович Родионов родился в 1945 году в селе Ивановка Егорьевского района Алтайского края. В 1969 году он окончил Томский политехнический институт, после этого работал геологом в Кузнецком Алатау. Ещё во время учёбы Родионов начал писать стихи, которые с 1966 года выходили в местной периодике. В 1975 году был издан первый поэтический сборник, «Начало поля»; после него вышли «Краснотал» (1977), «Портрет реки: стихи и поэмы» (1982), «Из биографии ручья» (1983). Параллельно Родионов разрабатывал темы истории горных заводов на Алтае и местных ремёсел (в первую очередь деревянной резьбы). Итогами этих занятий стали книги «Чистодеревщики» (1981), «Колывань камнерезная» (1986), «На крыльях ремесла: повествовательная хроника камнерезного дела на Алтае с 1786 и до наших дней» (1988), «Красная книга ремёсел» (1990). В 1982 году Родионов стал членом Союза писателей СССР.
Двадцать лет Родионов работал над историческим романом «Князь-раб» о Сибири начала XVIII века. Эта книга выходила по частям с 1994 года, а полное издание в двух томах увидело свет в 2007 году. В 2011 году была издана последняя книга писателя, сборник очерков «Одинокое дело моё».
Родионов был видным общественным деятелем. В 1987 году он организовывал Дни славянской письменности и культуры на Алтае, в 1991 инициировал создание Демидовского фонда и стал его первым президентом. Писатель состоял в президиуме краевого общества охраны памятников истории культуры. По его проекту была создана «Галерея горных деятелей Алтая», включающая 22 портрета и переданная в 2007 году барнаульскому музею «Город».

## Оценки творчества
За «Колывань камнерезную» и «Красную книгу ремёсел» Родионов получил в 1994 году гуманитарную премию Демидовского фонда, а за первую из этих книг — ещё и премию «Россия — сибирский путь» (2003 год). За первый том «Князя-раба» он был удостоен литературной премии имени В. М. Шукшина (1996), за полное издание этого романа — премии Алтайского края в области литературы, искусства, архитектуры и народного творчества (номинация «Литература», 2008 год), за книгу «Одинокое дело моё» — премии «Имперская культура» (2012). «Князя-раба» высоко оценил литературовед Валентин Курбатов.
В 2020 году главный редактор журналов «Алтай» и «Культура Алтайского края» Лариса Вигандт заявила в одной из своих статей, что известный уральский писатель Алексей Иванов использовал в романе «Тобол» текст «Князя-раба» Родионова. По мнению Вигандт, Иванов создал «ремейк», нарушив таким образом авторские права; не он, а Родионов должен считаться первооткрывателем темы Сибири при Петре I.
К первой годовщине со дня смерти писателя был снят документальный фильм «Родионов». В Барнауле регулярно проходят Родионовские литературные чтения.